# Rennie Airth
Rennie Airth (Johannesburg, 1935) è uno scrittore sudafricano.

## Biografia
Nato a Johannesburg nel 1935, vive e lavora in Italia.
Dopo gli studi di giornalismo, ha iniziato a lavorare per il quotidiano Johannesburg Star presso diverse località come Saigon, L'Avana e Washington, esperienze che forniranno storie e personaggi per la sua futura carriera di scrittore.
Corrispondente per diversi anni per l'agenzia di stampa Reuters, il suo esordio nella narrativa è avvenuto nel 1969 con il romanzo Un bambino difficile da rapire, trasposto in pellicola sette anni dopo.
Ha raggiunto la notorietà nel 1999 con il romanzo Un fiume di tenebre, primo capitolo della serie ambientata negli anni '20 avente per protagonista l'ispettore John Madden, opera che è stata insignita del Grand prix de littérature policière nel 2000.

## Opere

### Serie John Madden
- Un fiume di tenebre (River of Darkness, 1999), Milano, Longanesi, 2005 traduzione di Stefano Bortolussi ISBN 88-304-2210-X.
- Marea rossa (The Blood-Dimmed Tide, 2003), Milano, Longanesi, 2006 traduzione di Stefano Bortolussi ISBN 88-304-2223-1.
- The Dead of Winter (2009)
- The Reckoning (2014)

### Altri romanzi
- Un bambino difficile da rapire (Snatch!, 1969), Milano, Garzanti, 1970 traduzione di Ida Omboni
- Once a Spy (1981)

## Filmografia
- Il genio (Le grand escogriffe) regia di Claude Pinoteau (1976) (dal romanzo Un bambino difficile da rapire)

## Premi e riconoscimenti
- Grand prix de littérature policière: 2000 per Un fiume di tenebre